# Charles Lavigerie
Charles Martial Allemand Lavigerie, född 31 oktober 1825, död 26 november 1892, var en fransk katolsk teolog.

Lavigerie var ledare för den katolska missionen i Afrika, till vars fromma han 1868 instiftade kongregationen "de vita fäderna". Han blev kardinal 1882 och primas för den katolska kyrkan i Afrika 1884. Lavigerie bekämpade slaveriet och försökte i hemlandet medla mellan kyrkan och republiken.